# Quận Raleigh, West Virginia
Quận Raleigh là một quận thuộc tiểu bang West Virginia, Hoa Kỳ. Theo điều tra dân số năm 2000 của Cục điều tra dân số Hoa Kỳ, quận có dân số người 2. Quận lỵ đóng ở 6

## Địa lý
Theo Cục điều tra dân số Hoa Kỳ, quận có tổng diện tích km2, trong đó có km2 là diện tích mặt nước.

## Thông tin nhân khẩu
Theo điều tra dân số 2 năm 2000, quận đã có dân số 79.220 người, 31.793 hộ gia đình, và 22.096 gia đình sống trong quận hạt. Mật độ dân số là 130 người trên một dặm vuông (50/kmТВ). Có 35.678 đơn vị nhà ở mật độ trung bình của 59 trên một dặm vuông (23/kmТВ). Cơ cấu dân tộc của cư dân sinh sống ở quận này bao gồm 89,63% người da trắng, 8,52% da đen hay Mỹ gốc Phi, 0,19% người Mỹ bản xứ, 0,72% châu Á, Thái Bình Dương 0,02%, 0,12% từ các chủng tộc khác, và 0,80% từ hai hoặc nhiều chủng tộc. 0,92% dân số là người Hispanic hay Latino thuộc một chủng tộc nào. Con số này là khoảng 0,3% trên cơ sở kiểm tra năm 2006 Ước tính của Cục Điều tra Dân số Hoa Kỳ
Có 31.793 hộ, trong đó 28,60% có trẻ em dưới 18 tuổi sống chung với họ, 54,30% là đôi vợ chồng sống với nhau, 11,90% có nữ hộ và không có chồng, và 30,50% là không lập gia đình. 27,10% hộ gia đình đã được tạo ra từ các cá nhân và 12,90% có người sống một mình 65 tuổi hoặc cao tuổi hơn. Cỡ hộ trung bình là 2,38 và cỡ gia đình trung bình là 2,88.
Trong quận, dân số đã được trải ra với 21,50% dưới độ tuổi 18, 8,70% 18-24, 28,60% 25-44, 25,70% từ 45 đến 64, và 15,40% từ 65 tuổi trở lên đã được những người. Độ tuổi trung bình là 40 năm. Đối với mỗi 100 nữ có 96,80 nam giới. Đối với mỗi 100 nữ 18 tuổi trở lên, đã có 94,90 nam giới.
Thu nhập trung bình cho một hộ gia đình trong đã đạt mức USD 28.181, và thu nhập trung bình cho một gia đình là USD 35.315. Phái nam có thu nhập trung bình USD 33.000 so với 20.672 USD của phái nữ. Thu nhập bình quân đầu người là 16.233 USD. Có 14,60% gia đình và 18,50% dân số sống dưới mức nghèo khổ, bao gồm 28,70% những người dưới 18 tuổi và 10,50% của những người 65 tuổi hoặc hơn.